# Liste der olympischen Medaillengewinner aus Uganda
Das Uganda Olympic Committee wurde 1956 vom Internationalen Olympischen Komitee aufgenommen.

## Medaillenbilanz
Bislang konnten neun Sportler aus Uganda 13 olympische Medaillen erkämpfen (5 × Gold, 5 × Silber und 3 × Bronze).
| Uganda bei den Olympischen Sommerspielen                                        | Uganda bei den Olympischen Sommerspielen | Uganda bei den Olympischen Sommerspielen | Uganda bei den Olympischen Sommerspielen | Uganda bei den Olympischen Sommerspielen | Uganda bei den Olympischen Sommerspielen |      | Uganda bei den Olympischen Winterspielen | Uganda bei den Olympischen Winterspielen | Uganda bei den Olympischen Winterspielen | Uganda bei den Olympischen Winterspielen | Uganda bei den Olympischen Winterspielen | Uganda bei den Olympischen Winterspielen |
| Jahr                                                                            | Gold                                     | Silber                                   | Bronze                                   | Gesamt                                   | Rang                                     | Jahr | Gold                                     | Silber                                   | Bronze                                   | Gesamt                                   | Rang                                     |                                          |
| 1956                                                                            | 0                                        | 0                                        | 0                                        | 0                                        |                                          |      | 1956                                     | –                                        | –                                        | –                                        | –                                        | –                                        |
| 1960                                                                            | 0                                        | 0                                        | 0                                        | 0                                        |                                          |      | 1960                                     | –                                        | –                                        | –                                        | –                                        | –                                        |
| 1964                                                                            | 0                                        | 0                                        | 0                                        | 0                                        |                                          |      | 1964                                     | –                                        | –                                        | –                                        | –                                        | –                                        |
| 1968                                                                            | 0                                        | 1                                        | 1                                        | 2                                        | 36                                       |      | 1968                                     | –                                        | –                                        | –                                        | –                                        | –                                        |
| 1972                                                                            | 1                                        | 1                                        | 0                                        | 2                                        | 24                                       |      | 1972                                     | –                                        | –                                        | –                                        | –                                        | –                                        |
| 1976                                                                            | –                                        | –                                        | –                                        | –                                        | –                                        |      | 1976                                     | –                                        | –                                        | –                                        | –                                        | –                                        |
| 1980                                                                            | 0                                        | 1                                        | 0                                        | 1                                        | 34                                       |      | 1980                                     | –                                        | –                                        | –                                        | –                                        | –                                        |
| 1984                                                                            | 0                                        | 0                                        | 0                                        | 0                                        |                                          |      | 1984                                     | –                                        | –                                        | –                                        | –                                        | –                                        |
| 1988                                                                            | 0                                        | 0                                        | 0                                        | 0                                        |                                          |      | 1988                                     | –                                        | –                                        | –                                        | –                                        | –                                        |
| 1992                                                                            | 0                                        | 0                                        | 0                                        | 0                                        |                                          |      | 1992                                     | –                                        | –                                        | –                                        | –                                        | –                                        |
| 1996                                                                            | 0                                        | 0                                        | 1                                        | 1                                        | 71                                       |      | 1994                                     | –                                        | –                                        | –                                        | –                                        | –                                        |
| 2000                                                                            | 0                                        | 0                                        | 0                                        | 0                                        |                                          |      | 1998                                     | –                                        | –                                        | –                                        | –                                        | –                                        |
| 2004                                                                            | 0                                        | 0                                        | 0                                        | 0                                        |                                          |      | 2002                                     | –                                        | –                                        | –                                        | –                                        | –                                        |
| 2008                                                                            | 0                                        | 0                                        | 0                                        | 0                                        |                                          |      | 2006                                     | –                                        | –                                        | –                                        | –                                        | –                                        |
| 2012                                                                            | 1                                        | 0                                        | 0                                        | 1                                        | 50                                       |      | 2010                                     | –                                        | –                                        | –                                        | –                                        | –                                        |
| 2016                                                                            | 0                                        | 0                                        | 0                                        | 0                                        |                                          |      | 2014                                     | –                                        | –                                        | –                                        | –                                        | –                                        |
| 2020                                                                            | 2                                        | 1                                        | 1                                        | 4                                        | 36                                       |      | 2018                                     | –                                        | –                                        | –                                        | –                                        | –                                        |
| 2024                                                                            | 1                                        | 1                                        | 0                                        | 2                                        | 55                                       |      | 2022                                     | –                                        | –                                        | –                                        | –                                        | –                                        |
| Gesamt                                                                          | 5                                        | 5                                        | 3                                        | 13                                       |                                          |      | Gesamt                                   | 0                                        | 0                                        | 0                                        | 0                                        |                                          |
| \| \| Gold \| Silber \| Bronze \| Gesamt \| \| Ges. S+W \| 5 \| 5 \| 3 \| 13 \| |                                          |                                          |                                          |                                          |                                          |      |                                          |                                          |                                          |                                          |                                          |                                          |
|                                                                                 | Gold                                     | Silber                                   | Bronze                                   | Gesamt                                   |                                          |      |                                          |                                          |                                          |                                          |                                          |                                          |
| Ges. S+W                                                                        | 5                                        | 5                                        | 3                                        | 13                                       |                                          |      |                                          |                                          |                                          |                                          |                                          |                                          |

## Medaillengewinner
| Name              | Sportart       | Jahr              | Disziplin                | Gold | Silber | Bronze | Gesamt |
| ----------------- | -------------- | ----------------- | ------------------------ | ---- | ------ | ------ | ------ |
| John Akii-Bua     | Leichtathletik | 1972 München      | 400 m Hürden, Männer     | 1    | –      | –      | 1      |
| Peruth Chemutai   | Leichtathletik | 2020 Tokio        | 3000 m Hindernis, Frauen | 1    | –      | –      | 2      |
| Peruth Chemutai   | Leichtathletik | 2024 Paris        | 3000 m Hindernis, Frauen | –    | 1      | –      | 2      |
| Joshua Cheptegei  | Leichtathletik | 2020 Tokio        | 5000 m, Männer           | 1    | –      | –      | 3      |
| Joshua Cheptegei  | Leichtathletik | 2020 Tokio        | 10.000 m, Männer         | –    | 1      | –      | 3      |
| Joshua Cheptegei  | Leichtathletik | 2024 Paris        | 10.000 m, Männer         | 1    | –      | –      | 3      |
| Davis Kamoga      | Leichtathletik | 1996 Atlanta      | 400 m, Männer            | –    | –      | 1      | 1      |
| Jacob Kiplimo     | Leichtathletik | 2020 Tokio        | 10.000 m, Männer         | –    | –      | 1      | 1      |
| Stephen Kiprotich | Leichtathletik | 2012 London       | Marathon, Männer         | 1    | –      | –      | 1      |
| John Mugabi       | Boxen          | 1980 Moskau       | Weltergewicht, Männer    | –    | 1      | –      | 1      |
| Eridadi Mukwanga  | Boxen          | 1968 Mexiko-Stadt | Bantamgewicht, Männer    | –    | 1      | –      | 1      |
| Leo Rwabwogo      | Boxen          | 1968 Mexiko-Stadt | Fliegengewicht, Männer   | –    | –      | 1      | 2      |
| Leo Rwabwogo      | Boxen          | 1972 München      | Fliegengewicht, Männer   | –    | 1      | –      | 2      |